# 伊德里亞湖
56°19′24″N 28°51′42″E / 56.32333°N 28.86167°E
伊德里亞湖（俄语：Идрия），是俄羅斯的湖泊，位於該國西北部，由普斯科夫州負責管轄，處於謝別日區，面積1平方公里，集水區面積99.1平方公里，平均水深1.5米，最大水深2米。